# Addison-Wesley
Addison–Wesley fue una editorial estadounidense de libros de texto ubicada en Reading, Massachusetts y comprada por Pearson PLC en 1988. Es conocida por sus libros de computación. Además de publicar libros de texto, Addison–Wesley distribuía publicaciones técnicas a través del servicio Safari Books Online.